# Robert Hofstadter
Robert Hofstadter (n. 5 februarie 1915, New York City, New York, SUA – d. 17 noiembrie 1990, Stanford, Comitatul Santa Clara, California, SUA) a fost un fizician evreu american, laureat al Premiului Nobel pentru Fizică 1961 „pentru studiile sale de pionierat asupra împrăștierii electronilor pe nuclee atomice și pentru descoperirile sale astfel realizate cu privire la structura nucleonilor”.